# Pot (film)
Pot (turško Yol) je turški dramski film iz leta 1982, ki sta ga režirala Şerif Gören in Yılmaz Güney. Slednji je tudi napisal scenarij in kot pomočnik režiserja film režiral v času prestajanja zaporne kazni Görena. Kasneje je pobegnil iz zapora, vzel filmske negative v Švico in jih kasneje montiral v Parizu. Film je portret Turčije po državnem udaru leta 1980, ljudje in oblast so prikazani preko zgodb petih zapornikov, ki za teden dni prekinejo prestajanje kazni in se lahko vrnejo domov. 
Film je bil premierno prikazan maja 1982 na Filmskem festivalu v Cannesu, kjer je osvojil glavno nagrado zlata palma ter tudi nagrado Mednarodnega združenja filmskih kritikov in posebno omembo ekumenske žirije. V Turčiji je bil film prepovedan do leta 1999 zaradi negativnega prikaza Turčije in turških oblasti tistega časa ter tudi prikaza kurdskega jezika in kulture. Osvojil je tudi nagradi Francoskega sindikata filmskih kritikov in National Board of Review za najboljši tuji film ter nagrado London Film Critics' Circle za najboljši tujejezični film, nominiran pa je bil za nagrado César za najboljši tuji film in zlati globus za najboljši tujejezični film. Izbran je bil za švicarskega kandidata za oskarja za najboljši tujejezični film na 55. podelitvi, toda ni prišel v ožji izbor.

## Vloge
- Tarık Akan kot Seyit Alli
- Şerif Sezer kot Zine
- Halil Ergün kot Mehmet Salih
- Necmettin Çobanoğlu kot Ömer
- Tuncay Akça kot Yusuf
- Meral Orhonsay kot Emine
- Semra Uçar kot Gülbahar
- Hikmet Çelik kot Mevlüt
- Sevda Aktolga kot Meral
- Hale Akınlı kot Seyran
- Turgut Savaş kot Zafer
- Hikmet Taşdemir kot Şevket
- Engin Çelik kot Mirza
- Osman Bardakçı kot Berber Elim
- Enver Güney kot Cinde
- Erdoğan Seren kot Abdullah